# Sphodroxia mauritanica
Sphodroxia mauritanica är en skalbaggsart som beskrevs av Lucas 1846. Sphodroxia mauritanica ingår i släktet Sphodroxia och familjen Melolonthidae. Inga underarter finns listade i Catalogue of Life.